# Durrës
Durrës (phát âm tiếng Albania: [ˈdurəs]), về lịch sử còn gọi là Epidamnos, Durazzo (phát âm tiếng Ý: [duˈrattso]) và Dyrrachium, là thành phố lớn thứ nhì và hải cảng lớn nhất của Albania. Được thành lập bởi người Hy Lạp từ Corinth và Corfu dưới tên Epidamnos năm 627 TCN, nơi đây luôn có người cư ngụ từ khi đó và là một trong những thành phố cổ nhất Albania. Về địa lý, nó nằm bên bờ biển, cách thủ đô Tirana 33 km (21 mi) về phía tây.
Đây là một trong những thành phố quan trọng hàng đầu với kinh tế Albania. Durrës là nơi đặt cảng chính của Albania, cảng Durrës. Thành phố nằm ở mức xấp xỉ mực nước biển, đối diện với các thành phố cảng Bari và Brindisi của Ý. Cảng Durrës cũng là cảng hàng hóa lớn thứ 10 bên biển Adriatic với hơn 3,4 triệu tấn hàng hóa mỗi năm.
Dấu trường Durrës là một trong những đấu trường lớn nhất trên bán đảo Balk, từng có sức chứa 20.000 người.
Tổng dân số thành phố là 175.110 người (thống kê 2011), với tổng diện tích 338,30 km². Vùng đô thị có dân số 265.330.

## Di tích lịch sử và Văn hóa
Durrës giữ nhiều di tích lịch sử, bao gồm di tích La Mã như Amphitheatre of Durrës, một trong những địa điểm quan trọng nhất của kỳ quận La Mã tại Albania.
Các bảo tàng như Bảo tàng Durrës hiển thị nhiều đối tượng lịch sử và văn hóa của vùng.